# Tubular Bells II 20th Anniversary Tour
Tubular Bells II 20th Anniversary Tour – siódma trasa koncertowa Mike’a Oldfielda; w jej trakcie odbyło się dwadzieścia sześć koncertów.
1. 4 września 1992 – Edynburg, Szkocja – Esplanada Edinburgh Castle
2. 1 marca 1993 – Nowy Jork, USA – Carnegie Hall
3. 22 marca 1993 – Monachium, Niemcy – Olympiahalle
4. 23 marca 1993 – Stuttgart, Niemcy – Hanns-Martin-Schleyer-Halle
5. 25 marca 1993 – Hamburg, Niemcy – Alsterdorfer Sporthalle
6. 26 marca 1993 – Dortmund, Niemcy – Westfalenhalle
7. 27 marca 1993 – Kassel, Niemcy – Eissporthalle
8. 29 marca 1993 – Bruksela, Belgia – Forest National
9. 31 marca 1993 – Paryż, Francja – Le Zénith
10. 1 kwietnia 1993 – Den Haag, Holandia – Statenhal
11. 2 kwietnia 1993 – Frankfurt, Niemcy – Festhalle
12. 3 kwietnia 1993 – Zurych, Szwajcaria – Hallenstadion
13. 5 kwietnia 1993 – Londyn, Anglia – Royal Albert Hall
14. 6 kwietnia 1993 – Londyn, Anglia – Royal Albert Hall
15. 7 kwietnia 1993 – Londyn, Anglia – Royal Albert Hall
16. 8 kwietnia 1993 – Londyn, Anglia – Royal Albert Hall
17. 14 września 1993 – Toulouse, Francja – Palais Des Sports
18. 15 września 1993 – Barcelona, Hiszpania – Plaza de Toros Monumental
19. 17 września 1993 – Madryt, Hiszpania – Plaza de Toros de las Ventas
20. 19 września 1993 – Vigo, Hiszpania – Auditorio de Castrelos
21. 21 września 1993 – Malaga, Hiszpania – Plaza de Toros
22. 22 września 1993 – Lizbona, Portugalia – Dramático de Cascais
23. 23 września 1993 – Oporto, Portugalia – Coliseum
24. 24 września 1993 – Burgos, Hiszpania – Plaza de Toros El Plantó
25. 25 września 1993 – Bilbao, Hiszpania – Plaza de Toros Vista Alegre
26. 8 października 1993 – Los Angeles, USA – John Anson Ford Theatre